# Robert Mellin
Robert Mellin (Kiev, 1902 – 1994) è stato un paroliere e compositore britannico.
Nel 1952 aveva scritto il celeberrimo brano My One and Only Love, nel 1963 insieme a Gianpiero Reverberi aveva scritto la colonna sonora della serie televisiva inglese The Adventures of Robinson Crusoe.